# Réservoir Kiamika
Réservoir Kiamika är en sjö i Kanada.   Den ligger i provinsen Québec, i den sydöstra delen av landet, 150 km norr om huvudstaden Ottawa. Réservoir Kiamika ligger 266 meter över havet. Arean är 44 kvadratkilometer. Den sträcker sig 18,4 kilometer i nord-sydlig riktning, och 8,3 kilometer i öst-västlig riktning.